# معركة أبريتاس
معركة أبريتاس، Battle of Abrittus ، وقعت معركة أبريتاس في 1 يوليو 251 بين الرومان والقوط وانتهت بهزيمة نكراء للروم ومقتل كل من الامبراطورين الرومانيين ديكيوس وهيرينيوس اتروسكوس في المعركة.